# Troglarmadillidium halophilum
Troglarmadillidium halophilum är en kräftdjursart som beskrevs av Sfenthourakis 1993. Troglarmadillidium halophilum ingår i släktet Troglarmadillidium och familjen klotgråsuggor. Inga underarter finns listade i Catalogue of Life.